# 耿隨龍
耿隨龍（1551年—？），字舜言，號允庵，直隸大名府滑縣人，軍籍，明朝政治人物。

## 生平
萬曆七年（1579年）己卯科順天鄉試三十三名，萬曆十四年（1586年）丙戌科會試二百八十名，登三甲第七十六名。通政司观政，任直隸寶應縣知縣。升户科给事中，因忤旨歸。天启時，贈光禄寺少卿。

## 家族
曾祖耿表；祖父耿潤，贈戶部員外郎；父耿思愛，曾任戶部員外郎。母馬氏（贈宜人）。永感下。兄耿随朝（参政）、耿随卿（都御史），同为嘉靖丁未科進士。耿随弟（训导）、耿随皋（廪生）。弟随益（廪生）、随稷（廪生）、随契。